# Przysucha-Wieś
Przysucha-Wieś, Przysucha – część miasta Przysuchy w województwie mazowieckim, w powiecie przysuskim, w gminie Przysucha. Do 1958 odrębna wieś obok osady Przysucha. Rozpościera się w półnoncej części miasta, wzdłuż ulicy Wiejskiej.

## Historia
Pierwsze wzmianki o miejscowości (jako Przesucha) pochodzą z 1415 i związane są z osobą Rafała, syna Warsza ze Skrzyńska. Jest on pierwszą występującą w źródłach osobą, która w swej tytulaturze używała zwrotu „z Przysuchy”. Następna informacja na temat Przysuchy pochodzi z 1490. Wtedy to niejaki Paweł z Przysuchy nabył 4 łany kmiece w Wielkim Skrzynnie. Wiadomo, że w 1508 i 1509 Przysucha należała do rodu Morsztynów, a w 1510 jej właścicielem był Męcina z Przysuchy. W tymże roku wieś liczyła sześć zagród na sześciu łanach. W Przysusze znajdowała się wówczas karczma, a nieopodal pracowała kuźnica na 3 koła „koneczne”. Na początku XVI w. Przysucha należała do parafii Skrzyńsko, na rzecz której oddawano dziesięcinę w wysokości 3 grzywien. W 1526 istniała kuźnica o 2 kołach i młyn o 1 kole, a dziesięcina oddawana była z pięciu i pół łanu. Prywatna wieś szlachecka, położona była w drugiej połowie XVI wieku w powiecie radomskim województwa sandomierskiego.
W latach 1867–1954 wieś należała do gminy Przysucha w powiecie opoczyńskim, początkowo w guberni kieleckiej, a od 1919 w woj. kieleckim. Tam 4 listopada 1933 weszła w skład gromady o nazwie Przysucha w gminie Przysucha, składającej się z wsi Przysucha i folwarku Przysucha (osada Przysucha ustanowiła odrębną gromadę o nazwie Przysucha Osada, w skład której weszły opróczo osady Przysucha także wieś Maźniczka, wieś Plebania i zaścianek Zajezierze). 1 kwietnia 1939 wraz z resztą powiatu opoczyńskiego została włączona do woj. łódzkiego.
Podczas II wojny światowej wieś włączona do Generalnego Gubernatorstwa (dystrykt radomski, powiat tomaszowski), nadal jako gromada w gminie Przysucha, licząca w 1943 roku 360 mieszkańców. Po wojnie początkowo w województwie łódzkim, a od 6 lipca 1950 ponownie w województwa kieleckim, jako jedna z 11 gromad gminy Przysucha w reaktywowanym powiecie opoczyńskim.
W związku z reformą znoszącą gminy jesienią 1954 roku, Przysuchę-Wieś włączono do nowo utworzonej gromady Przysucha. 1 stycznia 1956 gromada weszła w skład nowo utworzonego powiatu przysuskiego w tymże województwie.
1 stycznia 1958 gromadę zniesiono w związku z przekształceniem jej obszaru w miasto Przysucha, przez co Przysucha-Wieś stała się obszarem miejskim.